# 314159 Mattparker
314159 Mattparker este o planetă minoră (asteroid) din centura de asteroizi. A fost descoperită pe 16 martie 2005 la Mount Lemmon⁠(d) de Mount Lemmon Survey⁠(d) și a fost numită după Matt Parker⁠(d). 
Obiectul prezintă o orbită caracterizată de o semiaxă mare de 2,3985876197449 UAi, o excentricitate de 0,19631366317177, o înclinație de 2,3408541984274 ° în raport cu ecliptica.